# 唄奴
唄奴（うたやっこ）は、竹内沙帆（たけうち すなほ、1981年6月20日 - ）と、杉元砂八子(すぎもと さやこ、1982年6月10日 - ) の2人による女性ボーカルユニット。活動時の表記は、竹内が｢SUNAHO｣、杉元は｢Sayako｣。歌うときの立ち位置は、向かって左側が杉元、右側が竹内。

## 来歴
2006年
- 12月24日、それぞれ歌手としてソロ活動をしていた竹内と杉元がクリスマスパーティで知り合う。このときに2人の歌を聴いた｢CITY Connection｣の主催者から、ライブへの出演を依頼される。

2007年
- 6月8日、ライブイベント｢CITY Connection｣にて『SUNAHO&SAYAKO』としてユニット初ライブ。
- 8月10日、｢CITY Connection vol.2｣にて『SUNAHO&SAYAKO』として2度目の活動。
- 8月31日、ラサール石井によりユニット名を『唄奴』と命名される。

## ディスコグラフィ

### シングル
1.『ヒスイ海岸』(2008年11月20日) 作詞:秋元康、作曲:後藤次利、編曲:齋藤真也
カップリング曲:『今すぐにあなたに会いに行くよ』 作詞:渡辺ヒロコ、作曲:杉本敏、編曲:水上裕規
- 2009年4月から5月まで、横浜ベイスターズの石川雄洋内野手がバッターボックスに入る際の登場曲として『今すぐにあなたに会いに行くよ』が使用されていた。

2.『虹色のメロディー』(2009年6月12日) 作詞:Sayako、作曲･編曲:前田和彦
カップリング曲:『アンプラグド～君がいて～』 作詞:Sayako & 菅野祐悟、作曲:菅野祐悟、編曲:齋藤真也
『ナオミの夢』 作詞:Tirzah Atar、訳詞:片桐和子、作曲:David Krivoshai、編曲:齋藤真也(ヘドバとダビデのカバー)
『Song for you』 作詞:Sayako、作曲･編曲:田村直樹

## ライブ活動
2007年
- 渋谷DECEO ｢CITY Connection vol.3｣ (10月23日)
- 原宿クロコダイル ｢MYU CALL｣ (12月4日)
- 渋谷DECEO ｢CITY Connection vol.4｣ (12月10日)
- 渋谷チェルシーホテル ｢CITY Connection クリスマスライブ with C-C-B｣ (12月17日)
- 赤坂レッドシアター ｢大晦日!俺たちの裏紅白?!｣ (12月31日)
- 六本木 club Edge ｢NEW CALL JAM 4｣ (12月31日)

2008年
- 原宿クロコダイル ｢MYU CALL｣ (2月5日)
- 渋谷DESEO ｢CITY Connection vol.5｣ (2月16日)
- 渋谷DESEO ｢CITY Connection vol.6｣ (4月28日)
- 原宿クロコダイル ｢MYU CALL Birthday Edition｣ (5月6日)
- 渋谷Xanadu ｢音場 otoba VOL.8｣ (5月27日)
- 渋谷DESEO ｢CITY Connection vol.7 1st anniversary｣ (6月27日)
- 六本木club Edge ｢MYU CALL アコースティック・エディション｣ (7月14日)
- 新宿RUIDO K4 ｢SHANDY SCOPE PRESENTS HAPPY CRIB Vol.4｣ (7月25日)
- ラフェンテ代官山スタジオ ｢JULYパーティー｣ (7月26日)
- Studio Cube 326 ｢CITY Connection vol.8｣ (8月31日)
- 六本木club Edge ｢CITY Connection ACOUSTIC LIVE 9｣ (9月19日)
- 新宿駅東口駅前広場（熊野神社祭礼神酒所） ｢熊野神社角一南部例大祭｣ (9月20日)
- 赤坂GRAFFITI ｢長月の散歩道｣ (9月22日)
- 新中野BENTEN ｢藤原美穂 VS 唄奴｣ (10月12日)
- 赤坂GRAFFITI ｢秋が彩りづく頃｣ (10月17日)
- Studio Cube 326 ｢CITY Connection vol.9 秋の夜長のライブ祭り｣ (10月31日)
- 大阪Flamingo the Arusha ｢唄奴 -逢坂・秋ノ陣- ｣ (11月20日) 初の単独ライブ
- 六本木club Edge ｢CITY Connection ACOUSTIC LIVE 9 vol.2｣ (11月29日)
- 赤坂GRAFFITI ｢カラフルワンダフル vol.9｣ (12月9日)
- Studio Cube 326 ｢CITY Connection vol.10 クリスマス・ホワイトパーティー｣ (12月22日)
- 六本木club Edge ｢New Call Jam 5｣ (12月31日)

2009年
- 赤坂GRAFFITI ｢流星に願う夜 19｣ (1月15日)
- 六本木club Edge ｢CITY Connection ACOUSTIC LIVE 9 vol.3｣ (1月30日)
- 赤坂GRAFFITI ｢青い鳥が鳴く方へ 15｣ (2月18日)
- Studio Cube326 ｢CITY Connection vol.11 - 1週間遅いバレンタインLIVE -｣ (2月20日)
- 三井アウトレットパーク横浜ベイサイド ｢くじらの噴水前ステージ屋外ライブ｣ (2月28日)
- 六本木club Edge ｢CITY Connection ～9Nine～ vol.4｣ (3月19日)
- 渋谷Xanadu ｢音場 otoba VOL.13｣ (3月25日)
- 赤坂GRAFFITI ｢Sweet Pop Beans vol.1｣ (3月30日)
- 赤坂GRAFFITI ｢Broom!Broom!Broom!｣ (4月26日)
- 江古田KEI-3 ｢SMILE GO AROUND｣ (5月4日)
- 六本木club Edge ｢CITY connection Presents ACOUSTIC LIVE～9NINE～ vol.5｣ (5月22日)
- 赤坂GRAFFITI ｢唄って歌って時々喋って～喋りTIMEはご愛嬌～｣ (6月12日) 東京地区初の単独ライブ
- 新宿花園神社 ｢唄奴ジャカジャカ～その日、昇太は武器になったのか～｣ (7月20日)
- 六本木club Edge ｢CITY Connection ACOUSTIC LIVE 9～NINE～vol.6｣ (7月24日)
- 渋谷Xanadu ｢音場 otoba VOL.14｣ (7月29日)
- オーロラモールジュンヌ(そごう千葉店新館) ジュンヌブース ｢トーク&ライブ｣(8月29日)
- 新宿花園・ゴールデン街納涼感謝祭｢特設ステージライブ｣(8月30日)
- 赤坂GRAFFITI ｢Secret Girls Talk｣ (9月27日)
- SUNSHINE STUDIO ｢CITY Connection in 名古屋｣ (10月12日)
- 渋谷チェルシーホテル｢音場～vol.15～」(10月28日)
- 赤坂GRAFFITI ｢Sunny Side Songs-chapter.6-｣ (11月17日)
- 赤坂GRAFFITI ｢Graffiti Final Presents ユクトシクルトシ09-10｣ (12月31日)

2010年
- 赤坂GRAFFITI ｢7colors&Melodies #1｣ (1月19日)
- 赤坂GRAFFITI ｢ココロの琴線 #26｣ (2月23日)
- 赤坂GRAFFITI ｢7colors&Melodies #2｣ (3月25日)
- 赤坂GRAFFITI ｢April Song Book #10｣ (4月28日)
- 赤坂GRAFFITI ｢唄って歌って時々喋って～喋りTIMEはご愛嬌～vol.2｣ (6月6日)単独ライブ
- 大阪 umeda AKASO ｢肌で感じろ！！vol.24〜CrossRoads・夏fes〜｣ (8月13日)
- 赤坂GRAFFITI ｢残照のメロディー'10｣ (9月21日)

## 配信
- 2008年12月9日、ファーストシングル『ヒスイ海岸』をオリコン・インディーズフルで着うた配信開始。着うた週間ダウンロードランキング第9位(12月10日－12月16日)。

## その他の活動
2008年
- 5月11日、母の日生誕100周年記念 アン・ルイスのトリビュートアルバム｢ANNISM～Ballads～｣発売ライブ&トークイベントにてMC (お台場DECKS)。
- 5月30日発売、犬用音楽CD「WONderful」宣伝用ナレーション。
- 7月2日、プロ野球パシフィック・リーグ公式戦（北海道日本ハムファイターズVS埼玉西武ライオンズ） 札幌ドームにて、国歌斉唱。

2009年
- 1月21日発売、水樹奈々CDシングル『深愛』内の収録曲『午前0時のBaby Doll』においてコーラスとして参加。
- 7月11日～7月21日、椿組・花園神社屋外公演｢新宿ジャカジャカ～その日ギターは武器になったのか～｣舞台出演 (新宿花園神社)

## 出演番組

### ラジオ
- 2008年11月8日　KBSラジオ『森脇健児のサタデーミーティング』
- 2009年2月23日　エフエム浦安『俺達マンデーラジオンズ』
- 2009年6月4日　TBSラジオ『エキサイトベースボール・ジョッキー』

### インターネット番組
- 2008年5月2日　｢nakano@ddress｣
- 2009年6月24日　あっ!とおどろく放送局｢あっ!とみゅーじっく｣
- 2009年7月26日　あっ!とおどろく放送局｢みんなの願いを叶えたい！日曜｣
- 2009年10月31日　ラブハンドルズネットラジオ｢吐息でネット｣ゲスト出演